# メーホンソーン県

メーホンソーン県
จังหวัดแม่ฮ่องสอน

- この項目は英語版を元に作成されています。

メーホンソーン県（メーホンソーンけん、タイ語: จังหวัดแม่ฮ่องสอน）は、タイ・北部にある県（チャンワット）の一つ。チエンマイ県とターク県に接し、ミャンマーとの国境を有する。

## 地理
高地にあり、涼しい気候が特徴である。サルウィン川はミャンマーとの国境線となっている。チエンマイ側と言うよりはミャンマー側に向かって平地が続いており、チエンマイとメーホンソーンとの間は山岳地帯になっている。なお県内の最高峰はメーヤ峰 (ยอดเขาแม่ยะ) でパーイ郡にあり、海抜2,005mの地点にある。
県内のほとんどが山岳地帯という特殊性から、タイ族の入植が遅かった。このため、県民の63%は少数民族である。タイ族もいるがそのほとんどは大タイ族（シャン族）である。

## 歴史
ラーンナー王朝の覇権下にあった後、ビルマに占領された為、ビルマの文化の影響を受けた建造物が県内には残っている。
時代は下り、チエンマイのマホータラプラテートは1831年、メーホンソーンの地域が野生動物の宝庫であると知り、チャオ・ケーオムアンマーに入植する様に命じた。チャオ・ケーオはその際現在のムアンメーホンソーン郡に戦象の基地を建設、この基地はメーホンソーンのコミュニティーの中心として機能することになる。その後このコミュニティーは成長を続け、1874年、当時のチエンマイ王、インタウィチャヤーノン王はシンハナートラーチャーをメーホンソーンの国主にした。
1890年、ラーマ5世（チュラーロンコーン）は勅命を出し、メーホンソーン周辺にあった、メーチャリエン、パーイ、クンユワムなどを一つの地域としてまとめ上げ、クンユワムが県の中心となった。
1910年、メーホンソーン県はモントン・パヤップに編集されたが、1933年モントン・パヤップは廃止され、メーホンソーンは現在の県の形となった。

## 県章

県章

「県章は水浴びをする象 (รูปช้างในท้องน้ำ)」と呼ばれる。県内では象が貴重な労働力であったことを意味する。また、チャオ・ケーオムアンマーが1831年に戦象の基地を作ったことを記念するものでもある。
県木はマメ科の Millettia brandisiana Kurz (ปี้จั่น หรือ กระพี้จั่น) であり、県花はニトベギク（ดอกบัวตอง, Titonia diversifolia）である。

## 行政区
メーホンソーン県は7の郡（アムプー）に分けられ、その下に45の町（タムボン）と402の村（ムーバーン）がある。
| メーホンソーン県の郡 | 1. ムアンメーホンソーン郡 2. クンユワム郡 3. パーイ郡 4. メーサリエン郡 5. メーラーノーイ郡 6. ソップムーイ郡 7. パーンマパー郡 |

## 難民キャンプ
国境を挟んだミャンマー側では、ミャンマー国軍とカレン民族同盟が長らく交戦しており、メーホンソーン県側にカレン族の難民が流入。10か所の難民キャンプが形成され、2000年代においても約13万人が暮らしている。